# پاشلک استرالیایی
پاشلک استرالیایی که به نام‌های پاشلک نیوزیلندی یا توتوکیوی نیز شناخته می‌شوند، سرده‌ای به نام Coenocorypha از پرندگان ریز از تیرهٔ آبچلیکان هستند که اکنون فقط در جزایر دورافتاده نیوزیلند یافت می‌شوند. در حال حاضر سه گونه زنده و شش گونه منقرض‌شده شناخته‌شده وجود دارد که پاشلک شمالگانی دارای سه زیرگونه است، از جمله پاشلک جزیره کمبل که به‌تازگی در سال ۱۹۹۷ کشف شد. این سرده زمانی از فیجی، کالدونیای جدید و جزیره نورفک، در سراسر نیوزیلند و به سمت جنوب به جزایر زیر قطب جنوب نیوزیلند پراکنده شده بود، اما شکار گونه‌های معرفی‌شده، به‌ویژه موش‌ها، دامنه آنها را به شدت کاهش داده است.

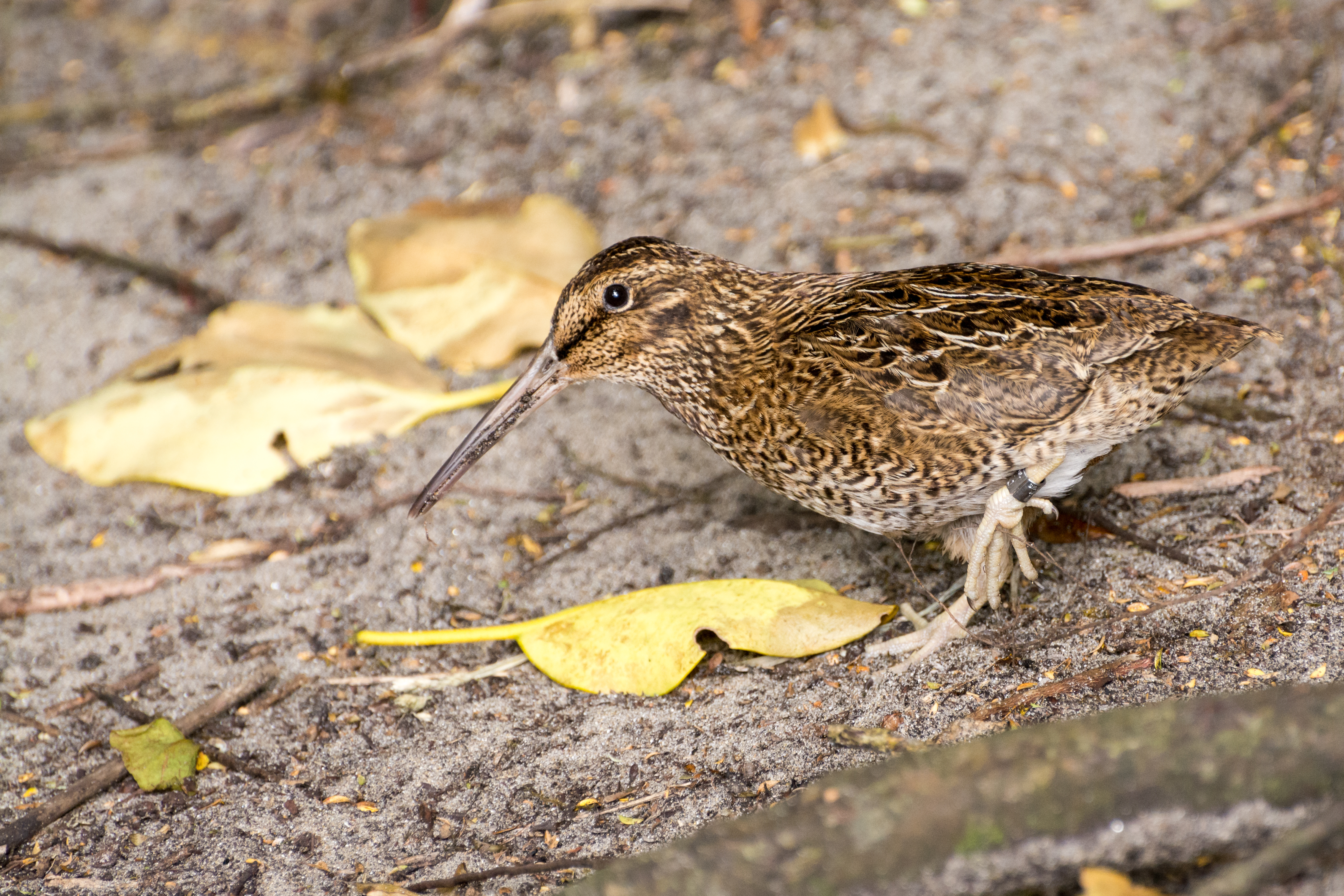
یک پاشلک جزیره اسنرز بالغ حلقه‌دار، پس از اولین جابجایی از جزایر اسنارس به جزیره ماهی کاد / ونوا هو.